# Iberia, naturaleza infinita
Iberia, naturaleza infinita es una película de cine de naturaleza española, escrita y dirigida por Arturo Menor Campillo.
La película se estrenó en la Sección Oficial (Documentales-Pases Especiales), del Festival de Cine de Málaga, el 17 de marzo de 2023.

## Sinopsis
Un águila real, forzado a abandonar su territorio en la cordillera Cantábrica, se embarca en una odisea de supervivencia por toda la península ibérica. Desde las imponentes cumbres hasta los vastos valles, surca los cielos en una búsqueda épica, tejiendo su destino entre encuentros sorprendentes y desafíos formidables. Acompañada por las criaturas más icónicas de la fauna ibérica, como el lince ibérico, el águila imperial, el visón europeo y el oso pardo, esta narrativa emocionante nos lleva a través de paisajes impresionantes hasta llegar a las sierras Béticas.

## Argumento
Esta obra cinematográfica inmortaliza los ecosistemas más destacados de la península ibérica, y muestra algunos de los principales problemas de conservación que tienen las grandes aves en España como la electrocución en líneas eléctricas, la utilización ilegal de cebos envenenados y la colisión con aerogeneradores.
De acuerdo con las estadísticas proporcionadas por SEO/BirdLife, los incidentes relacionados con accidentes en infraestructuras están en aumento. En el caso de los percances involucrando tendidos eléctricos, se ha observado un aumento del 271% en las colisiones y del 192% en las electrocuciones respecto al número anual de registros. En cuanto a las colisiones con aerogeneradores, también se ha registrado un incremento del 230%.

## Producción

### Rodaje
La película fue rodada en 60 localizaciones de las provincias de Córdoba, Málaga, Sevilla, Huelva, Cádiz, Jaén, Toledo, Cuenca, Ciudad Real, Asturias, Cantabria, León Burgos, Ávila, Álava, Guipúzcoa, Navarra, Lérida, Badajoz y Madrid.
Ha sido realizada por un elenco técnico de primer nivel: la edición de imagen es obra de José M. G. Moyano, galardonado con un Premio Goya por su trabajo en La isla mínima; el sonido ha sido capturado y editado por Carlos Hita, reconocido como el mejor sonidista de naturaleza en España; la mezcla ha sido llevada a cabo por Jorge Marín, quien cuenta con el Premio Goya al Mejor Sonido por su trabajo en Tres días; Jesús Olmedo se encarga de la narración, mientras que Pepe Domínguez del Olmo, ganador de dos Premios Goya por su dirección de arte en Modelo 77 y La isla mínima, se desempeña como Director de Arte. Además, el equipo incluye a Juan Ventura Pecellín (Color y Efectos Visuales), Iván Merino (Piloto FPV) y Cristina Menor y Esther Segura en la producción ejecutiva, entre otros profesionales destacados.

## Premios y nominaciones
| Año  | Premio                              | Categoría                             | Nominado                          | Resultado   | Referencias |
| ---- | ----------------------------------- | ------------------------------------- | --------------------------------- | ----------- | ----------- |
| 2023 | Festival de Cine de Islantilla 2023 | Mejor Película                        | Iberia, naturaleza infinita       | Ganadora    | [ 10 ]      |
| 2023 | Festival de Cine de Islantilla 2023 | Premio del público Mejor Largometraje | Iberia, naturaleza infinita       | Ganadora    | [ 10 ]      |
| 2023 | Festival de Cine de Islantilla 2023 | Mejor Música Original                 | Javier Arnanz                     | Ganadora    | [ 10 ]      |
| 2024 | Premios Goya 2024                   | Mejor Película Documental             | Iberia, naturaleza infinita       | Nominada    | [ 11 ]      |
| 2024 | Premios Forqué 2024                 | Mejor Película Documental             | Iberia, naturaleza infinita       | Nominada    | [ 12 ]      |
| 2024 | Premios Carmen 2024                 | Mejor Película Documental             | Iberia, naturaleza infinita       | Ganadora    | [ 13 ]      |
| 2024 | Premios Carmen 2024                 | Mejor Sonido                          | Jorge Marín                       | Ganador     | [ 13 ]      |
| 2024 | Premios Carmen 2024                 | Mejor Dirección                       | Arturo Menor Campillo             | Nominado    | [ 13 ]      |
| 2024 | Premios Carmen 2024                 | Mejor Dirección de fotografía         | Arturo Menor Campillo             | Nominado    | [ 13 ]      |
| 2024 | Premios Carmen 2024                 | Mejor Montaje                         | José M. G. Moyano, Manuel Terceño | Nominados   | [ 13 ]      |
| 2024 | Premios Carmen 2024                 | Mejores efectos especiales            | Juan Ventura Pecellín             | Nominado    | [ 13 ]      |
| 2024 | Premios Cygnus 2024                 | Mejor Película Documental             | Iberia, naturaleza infinita       | Ganadora    | [ 14 ]      |
| 2024 | Premios Platino 2024                | Mejor Película Documental             | Iberia, naturaleza infinita       | Prenominada | [ 15 ]      |